# 3977 Maxine
3977 Maxine eller 1983 LM är en asteroid i huvudbältet som upptäcktes den 14 juni 1983 av den amerikanska astronomen Carolyn S. Shoemaker vid Palomar-observatoriet. Den är uppkallad efter upptäckarens syster, Maxine Shoemaker Heath.
Den tillhör asteroidgruppen Eunomia.